# STS-115
La STS-115 è una missione spaziale del Programma Space Shuttle, la prima utilizzata allo scopo di riprendere la costruzione della Stazione spaziale internazionale (ISS) dopo il disastro del Columbia e la seconda missione di prova di "ritorno al volo". La missione, la 18° verso la Stazione spaziale internazionale e il volo di assemblaggio 12A, utilizza lo Space Shuttle Atlantis, il cui volo fu rimandato a causa dell'Uragano Ernesto.
A causa dei diversi ritardi, la NASA fu costretta a chiudere la finestra di lancio per evitare un conflitto di docking (aggancio) con una Sojuz russa. Il decollo dell'Atlantis è avvenuto il 9 settembre 2006 alle 11:15 AM EDT dalla rampa di lancio 39-B al Kennedy Space Center.

## Equipaggio

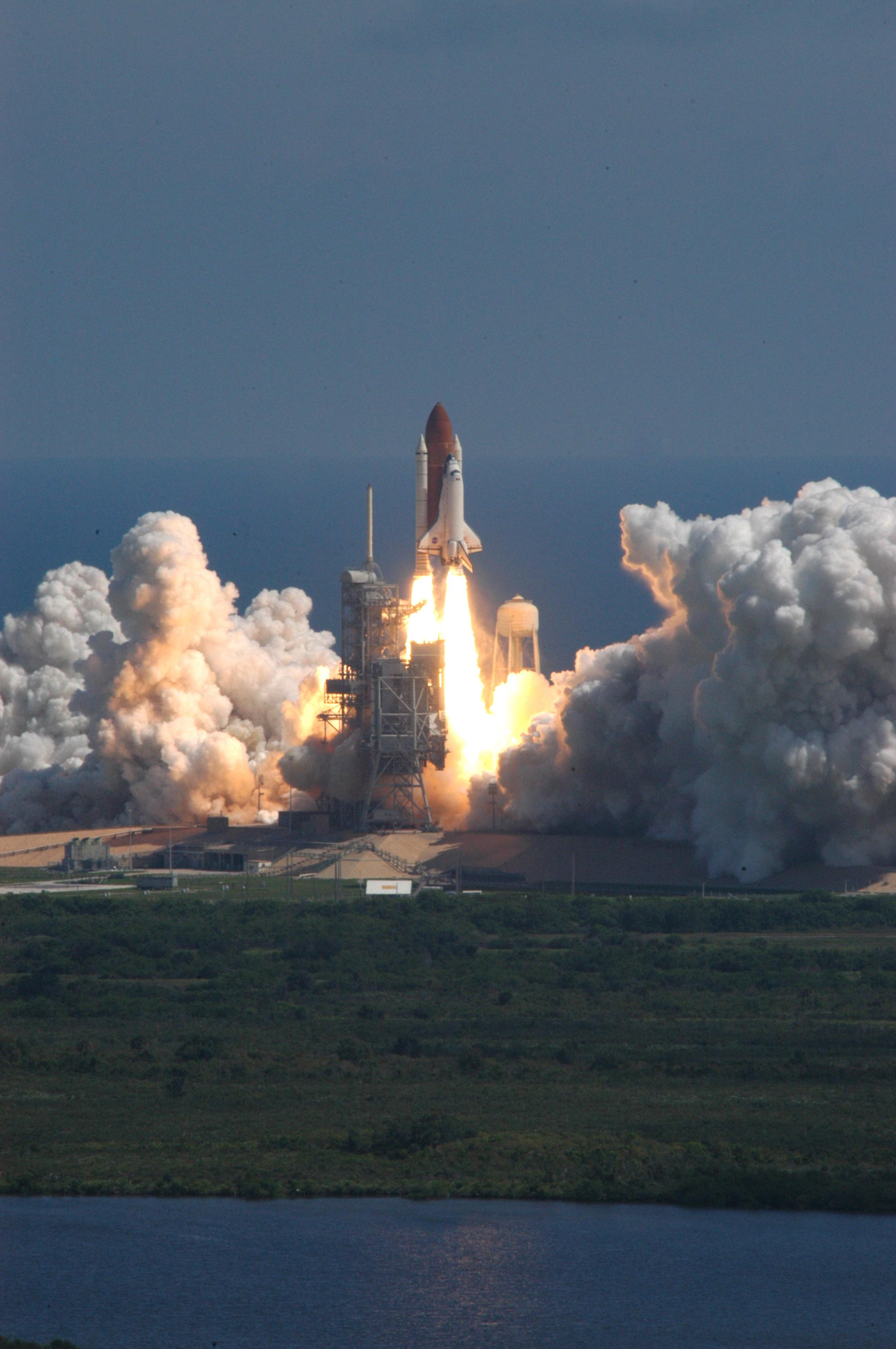
Il lancio, 9 settembre 2006

| Ruolo                   | Equipaggio                                    | Equipaggio                                    |
| ----------------------- | --------------------------------------------- | --------------------------------------------- |
| Comandante              | Brent Jett, NASA Quarto volo                  | Brent Jett, NASA Quarto volo                  |
| Pilota                  | Christopher Ferguson, NASA Primo volo         | Christopher Ferguson, NASA Primo volo         |
| Specialista di missione | Joseph Tanner, NASA Quarto volo               | Joseph Tanner, NASA Quarto volo               |
| Specialista di missione | Daniel Burbank, NASA Secondo volo             | Daniel Burbank, NASA Secondo volo             |
| Specialista di missione | Heidemarie Stefanyshyn-Piper, NASA Primo volo | Heidemarie Stefanyshyn-Piper, NASA Primo volo |
| Specialista di missione | Steven MacLean, CSA Secondo volo              | Steven MacLean, CSA Secondo volo              |

## Scopi
- Consegna ed installazione di due segmenti a travatura reticolare (P3 e P4)
- Consegna e dispiegamento di due celle fotovoltaiche (4A e 2A)
- Due missioni nello spazio per collegare la travatura reticolare, rimuovere il contenitore delle celle fotovoltaiche e preparare la stazione per la successiva missione di montaggio, la STS-116

## Statistiche della missione
- 147ª missione umana Americana nello spazio
- 116ª missione Shuttle
- 91ª missione dopo il disastro del Challenger
- 3ª missione dopo il disastro del Columbia
- 27ª missione dell'Atlantis
- 19ª missione di assemblaggio della ISS

## Stemma
Lo stemma della missione STS-115 raffigura lo Space Shuttle che vola verso la Stazione Spaziale Internazionale, con il simbolo dell'Astronaut Office come scia. Il sole sorge sullo sfondo e illumina il pannello solare, che rappresenta il carico della missione. In basso sono indicati il numero di missione "115" e il codice della sequenza di assemblaggio della stazione "12A". La Terra azzurra, nello sfondo, ricorda l'importanza della ricerca e dell'esplorazione spaziale per tutti gli abitanti del pianeta.

## Missione
Originariamente il volo dell'STS-115 venne programmato per l'aprile 2003. Tuttavia, il disastro del Columbia costrinse la NASA a sospendere tutti i voli al fine di determinare le cause dell'incidente. Successivamente la NASA lanciò due voli di test STS-114 e STS-121 per verificare la capacità dello Shuttle a continuare le operazioni della Stazione spaziale internazionale. L'equipaggio venne selezionato già nel 2002, venne tenuto in attesa per circa cinque anni. Nel caso fosse stata necessaria una missione di soccorso sarebbe stata pronta la STS-301 ma non prima dell'11 novembre 2006.

## Cronologia

### 27 agosto - 7 settembre 2006 (ritardo)
L'Atlantis venne trasferito il 24 luglio, 2006 dall'Orbiter Processing Facility al Vehicle Assembly Building. Venne situato successivamente sulla piattaforma di lancio mobile il 26 luglio, e portato al complesso 39B nelle prime ore della mattina del 2 agosto. Il rollout era previsto per il 31 luglio, ma un uragano nelle vicinanze del Kennedy Space Center causò un ritardo di due giorni. Vi era il timore che un fulmine potesse colpire l'orbiter causando danni irreparabili.

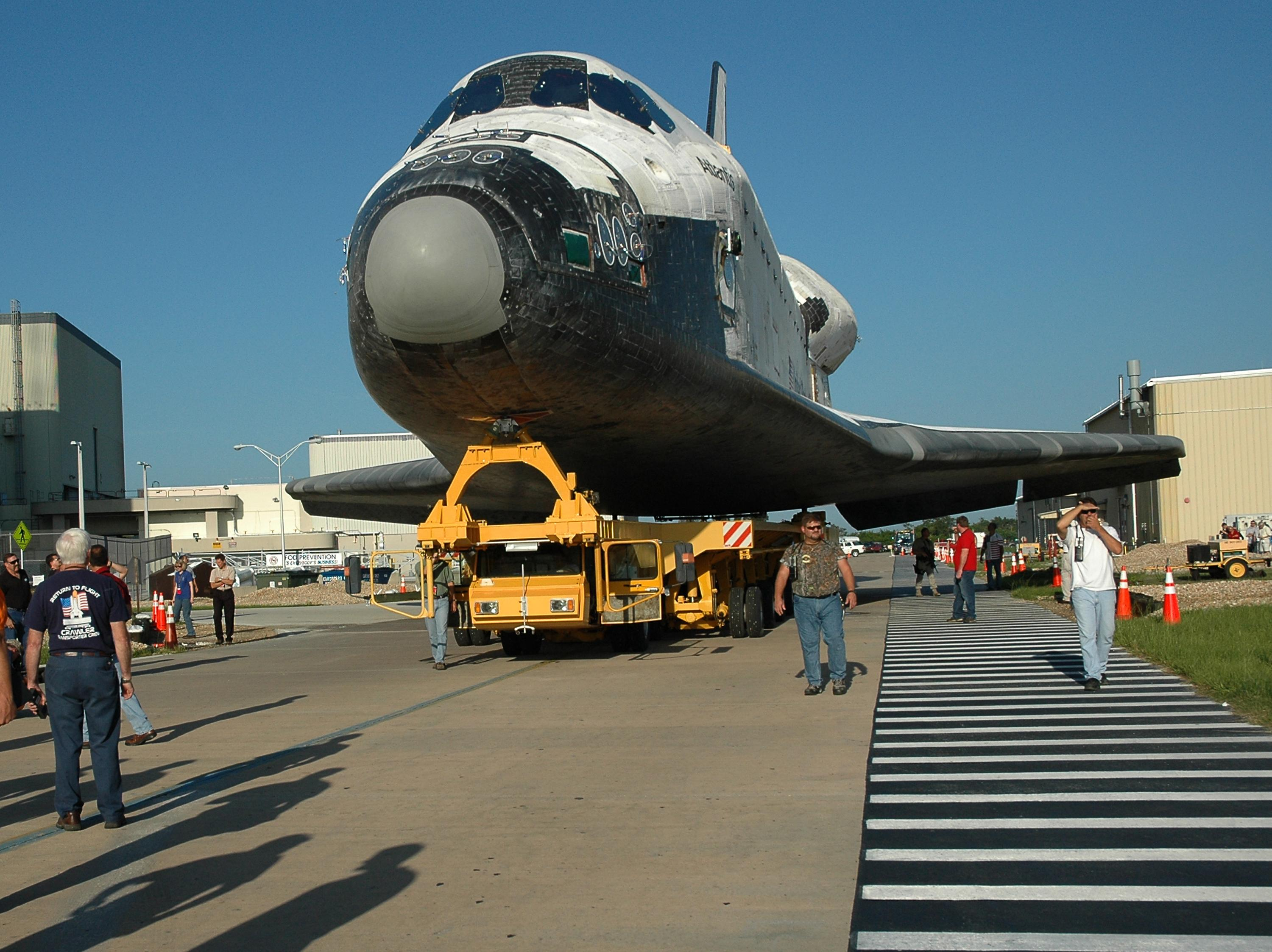
Atlantis il "roll over" dell'Atlantis dall' OPF

Nel weekend tra il 5 agosto e il 6 agosto 2006 gli ingegneri completarono il collaudo dei motori principali, (flight readiness), giudicandoli pronti per il lancio. L'equipaggio giunse al KSC il 7 agosto e per quattro giorni, fino al 10 agosto vennero impegnati in una simulazione di countdown e di lancio

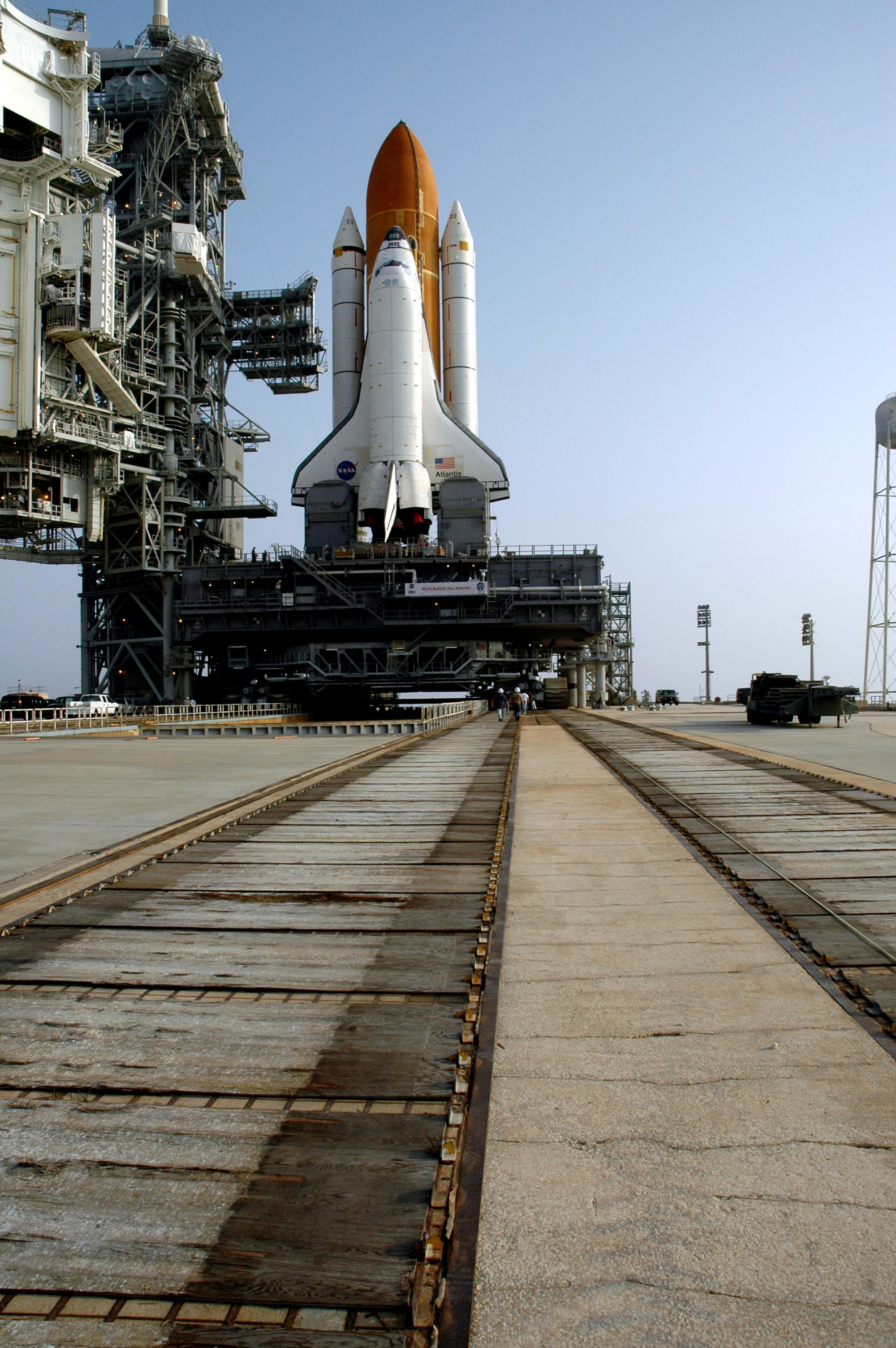
L'Atlantis sulla rampa 39B il 2 agosto.

Per la prima volta, i dirigenti della NASA decisero di posticipare il lancio dell'STS-115 per il 27 agosto per ottenere migliori condizioni per fotografare il serbatoio esterno. Una nuova finestra di lancio venne coordinata con la Sojuz TMA-9, verso la metà settembre, per il cambio di equipaggio della Stazione spaziale internazionale (ISS) e per i rifornimenti.

#### I Meeting della missione
A causa di una perdita di schiuma dal serbatoio esterno venne organizzato un meeting straordinario il 13 agosto, perdita che avvenne anche durante la precedente missione la STS-121. I top manager della NASA organizzarono due giorni dopo un meeting per una Flight Readiness Review (Revisione di volo) tra il 15 agosto e il 16 agosto allo scopo di finalizzare la data di lancio.
La fine della missione Columbia avvenne durante il lancio a causa di un pezzo di schiuma, staccatosi dal serbatoio esterno e che colpì l'ala sinistra creando un foro ampliatosi successivamente in una breccia durante il rientro. Dalla breccia all'esplosione il passo fu breve. Durante il meeting si discusse inoltre della messa in sicurezza dell'antenna dello Shuttle, che era stata incorrettamente fissata. Durante i voli precedenti non aveva mai dato problemi.
Alla fine del meeting di due giorni, i dirigenti della NASA decisero di procedere al lancio per il 27 agosto 2006. Tuttavia, il 18 agosto la NASA decise di sostituire un componente dell'antenna, con l'Atlantis ancora sulla piattaforma di lancio. Non vi erano procedure per sostituzioni di questo tipo direttamente sulla piattaforma di lancio, ma il lavoro fu completato entro il 20 agosto senza compromettere la data di lancio.
Il 25 agosto 2006, il più potente fulmine mai registrato al Kennedy Space Center, colpì il parafulmine situato in cima alla piattaforma di lancio. Per valutare i danni subiti, la partenza
venne ritardata per altre 24 ore.
Il 27 agosto, venne presa la decisione di posporre il lancio di altre 24 ore, a causa di un ritardo alla valutazione dei danni subiti dal fulmine e dalla possibile minaccia dell'uragano Ernesto.
A causa del peggioramento delle condizioni atmosferiche, il 28 agosto 2006 la NASA decise di rinviare sia il lancio che il rollback dello Shuttle, ma il giorno successivo, nel primo pomeriggio la NASA, grazie al miglioramento delle previsione meteorologiche, decise di muovere l'Atlantis sulla piattaforma di lancio. Le nuove previsioni attendevano una tempesta meno forte del previsto con venti inferiori a 126 km/h, limite sufficiente per mantenere all'aperto lo Shuttle.
Alle 2 am EDT del 31 agosto, passato l'uragano i tecnici grazie alle ispezioni alle strutture, individuando tre problemi, tutti molto semplici da riparare. Venne decisa la data di lancio per il 6 settembre alle 12:29 EDT, con l'opzione di altri due giorni di finestra, dopo che manager NASA e Russi decisero di estendere per almeno un giorno. Alle 8 a.m. del 3 settembre, finalmente iniziò il conto alla rovescia a 43 ore dal lancio, con 30 ore programmate. La finestra di lancio venne estesa di altri 10 minuti.

### Venerdì 8 settembre (Lancio rinviato)
In un briefing alle 6:00 pm EDT del 6 settembre il Mission Management Team della NASA decise che era necessaria una sospensione del countdown di 24 ore, per analizzare un ulteriore problema alle celle a combustibile individuato la notte precedente. Il giorno successivo l'MMT annunciò durante una conferenza stampa un ulteriore tentativo di lancio per l'8 settembre alle 11:41 am EDT.
L'8 settembre 2006 alle 5:30 EDT, venne individuato un guasto agli interruttori dei sensori posti sul serbatoio esterno. Alle 10:54 la NASA annunciò ufficialmente un ulteriore ritardo di 24 ore al fine di scaricare il serbatoio esterno e di valutare il guasto.. Il sensore ECO n°3, indicava ancora la presenza di idrogeno liquido nonostante il serbatoio esterno fosse stato completamente svuotato. Gli altri 3 sensori funzionavano perfettamente; anche se l'Atlantis non poteva partire a causa del malfunzionamento, per la missione sarebbero stati sufficienti tre sensori ECO funzionanti.

### Sabato 9 settembre (1º giorno, lancio)
Finalmente il 9 settembre, alle 11:15 am EDT (15:15 UTC), l'STS-115 venne lanciato dal poligono verso la Stazione spaziale internazionale, dopo che fu verificato che tutti i sensori dei motori funzionavano perfettamente.. Al momento del decollo, l'International Space Station si trovava a 354 km sopra il nord Atlantico, tra la Groenlandia e l'Islanda. Durante la salita verso l'orbita, il Controllo Missione ha chiesto all'equipaggio di riconfigurare l'impianto di raffreddamento, il Flash Evaporato System; nel sistema era stato trovato del ghiaccio, cosa non insolita ed avvenuto anche nella precedente missione.
Nel momento successivo allo spegnimento dei motori, 8,5 minuti dal decollo, Tanner e MacLean utilizzarono un computer portatile e una fotocamera digitale per documentare il distacco del serbatoio esterno dallo shuttle. Queste immagini, come per le immagini ottenute dalla videocamera dello shuttle poste sul serbatoio vennero trasmesse a terra per una revisione.

### Domenica 10 settembre (2º giorno)
Day 2: Animazione dell'ispezione del Canadarm
Durante il loro primo giorno nello spazio, l'equipaggio ha esaminato le condizioni della stazione mediante l'Orbiter Boom Sensor System, un'estensione lunga 15 metri del braccio robotico dello Shuttle. Il pilota Christ Ferguson e specialista di missione Daniel Burbank e Steven MacLean hanno eseguito una lunga e difficile ispezione ai pannelli rinforzati al carbonio della dritta dell'Atlantis e delle ali.
Il primo compito svolto dall'equipaggio consisteva nel preparare il complesso per l'attracco e per le tre attività extravicolari pianificate. Gli specialisti di Missione
Joe Tanner e Heide Stefanyshyn-Piper hanno verificato le tute spaziali e la strumentazione, che Burbank e MacLean useranno durante le attività extraveicolari programmate per i giorni 4, 5 e 7. L'escursione esterna è stata pianificata per installare il segmento P3/P4, dispiegare le celle fotovoltaiche e prepararle al funzionamento.
Sulla stazione spaziale, l'ingegnere di Volo Jeffrey Williams ha preparato per il 3º giorno, il laboratorio orbitante per l'arrivo dell'Atlantis e la videocamera digitale per fotografare ad alta risoluzione lo scudo termico dello shuttle. Con l'aiuto del comandante Pavel Vinogradov, Williams ha pressurizzato il Pressurized Mating Adapter 2, (Adattatore di accoppiamento pressurizzato) situato al termine del modulo Destiny, dove attraccherà l'Atlantis. Vinogradov ha infine confezionato l'attrezzatura per il ritorno.

### Lunedì 11 settembre (3º giorno)

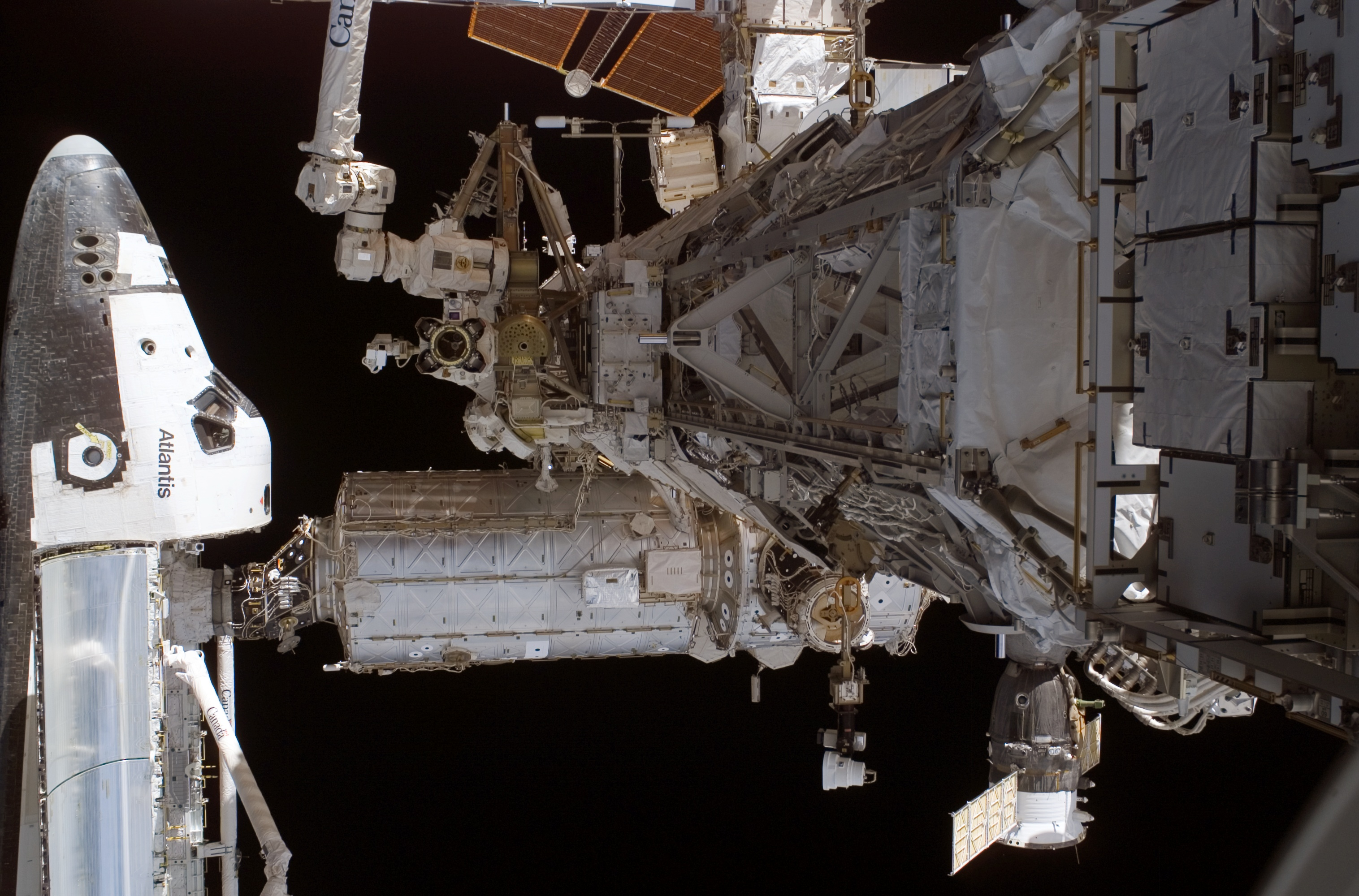
Atlantis L'attracco dell'International Space Station vista durante l'attività extraveicolare del giorno 4

Prima dell'attracco, Brent W. Jett ha pilotato l'Atlantis in orbita a circa 183 metri sotto la stazione spaziale. Il pilota ha concesso all'equipaggio della Expedition 13 di fotografare ad alta risoluzione lo scudo termico della navetta.
Alle 10:46 UTC, l'Atlantis ha attraccato alla Stazione spaziale internazionale; una volta aperto il boccaporto l'equipaggio fu calorosamente accolto alle 12:35 UTC, a bordo della stazione spaziale UTC
Giorno 3: Animation Handoff.
Successivamente all'attracco, Ferguson e Burbank hanno fissato al Canadarm dello shuttle la travatura reticolare (P3/P4) di 17,5 tonnellate, l'hanno sollevata dall'ormeggio e consegnata a MacLeand e l'ingegnere Jeff William, che, mediante il Canadarm2 l'hanno agganciata al braccio robotico dello Shuttle. L'astronauta MacLean è il primo canadese a operare nello spazio con il Canadarm2 e il suo Mobile Base guidando il montaggio delle celle fotovoltaiche.
Tanner e Stefanyshyn-Piper hanno iniziato la preparazione ("campeggio"), dell'attività extraveicolare all'interno della camera di decompressione, consistenti nel controllo da parte della NASA dei dispositivi di aspirazione, per evitare problemi di embolia e di decompressione. La preparazione consiste nell'indossare una maschera di ossigeno e dormendo per tutta la notte nella camera di decompressione a 10 psi (corrispondenti a 703 gxcm²), per acclimatare il corpo alla bassa pressione.

### Martedì 12 settembre (4º giorno)
Dopo aver installato l'intelaiatura reticolare (P3/P4), mediante il Canadarm2, Tanner e Stefhanyshun-Piper sono hanno iniziato la loro attività extraviecolare per attivarla esattamente alle 9:17 UTC. Durante la passeggiata spaziale hanno installato un alimentatore, e i cavi dati tra le intelaiature P1 e le P3/P4, una serie di altri compiti: configurare l'intelaiatura, e dare inizio alla sua attività. Dopo il successo dell'attività extraveicolare gli astronauti hanno eseguito tutta una serie di compiti, terminando alle 15:43 UTC.

### Mercoledì 13 settembre (5º giorno)
Il quinto giorno, ha visto partire la seconda attività extraveicolare di Burbank e MacLean. L'intera giornata era dedicata all'attivazione del Solar Alpha Rotary Joint (SARJ). Lo SARJ è un dispositivo delle dimensioni di un'automobile in grado effettuare la rotazione verso il Sole delle celle fotovoltaiche della stazione spaziale. I due astronauti hanno sganciato il blocco che lo tratteneva, dal lancio a terra, fino all'orbita. Una volta funzionante, Burbank e MacLean hanno risolto diversi problemi minori, come un malfunzionamento di una videocamera, una presa rotta, un bullone ostinato e uno allentato da un dispositivo che lo teneva fissato. Il bullone ostinato, per allentarsi, ha richiesto la forza di entrambi gli astronauti.
Burbank e MacLean hanno impiegato nell'attività extraveicolare 7 ore e 11 minuti, iniziandola alle 09:05 UTC, completandola alla 16:16 UTC.
Gli ingegneri individuarono anche un piccolo guasto durante le quattro ore di attivazione e verifica del SARJ, ritardando temporaneamente la partenza e lo sviluppo dei nuovi pannelli solari e sospendendo il lavoro. Avevano il tempo sufficiente per continuare a risolvere il problema durante la notte e completare il dispiegamento delle celle solari per giovedì come precedentemente programmato. Inizio di dispiegamento delle celle solari e momentanea interruzione per localizzare un guasto.

### Giovedì 14 settembre (6º giorno)
6º giorno: Animazione del dispiegamento delle celle fotovoltaiche
Il sesto giorno è proseguito con l'installazione delle celle fotovoltaiche. Il dispiegamento dei pannelli solari ebbe inizio con qualche ritardo a causa dei problemi incontrati il quinto giorno con il SARJ, problema
riscontrato nel software e subito risolto. Il dispiegamento dei pannelli continuò per tutto il pomeriggio lentamente al fine di prevenire l'aderenza tra i pannelli, come è avvenuto durante la missione STS-97.
Fu subito fatto notare dall'equipaggio che alcuni dei pannelli stavano aderendo, ma ciò non causò altri problemi.. Comunque, una volta installate, le celle fotovoltaiche non forniranno energia elettrica alla stazione fino alla successiva missione STS-116, programmata per il dicembre 2006, quando verrà ricostruito tutto l'impianto elettrico.
Tra le altre attività svolte il sesto giorno ricordiamo: un "double walk off",  della Canadarm2 della stazione dalla sua posizione corrente dal Mobile Base System al modulo Destiny e la preparazione della terza missione extraveicolare. Alla fine della giornata fu tenuta una serie di conversazioni tra i canadesi Jett & MacLean, il Primo ministro del Canada Stephen Harper, e degli studenti.

### Venerdì 15 settembre (7º giorno)
Caratteristica del settimo giorno fu la terza e conclusiva attività extraviecolare della missione, che ebbe inizio alle 10:00 UTC. Gli astronauti Tanner e Stefanyshyn-Piper, hanno predisposto il secondo "campeggio" per il successivo periodooo di adattamento nella Joint Airlock. L'attività extraveicolare ebbe fine alle 12:42pm EDT.
Durante l'EVA, gli astronauti hanno con successo eseguito la preparazione per l'installazione e il dispiegamento del radiatore P3/P4, in grado di rimuovere il calore residuo dalla stazione spaziale. Il Controllo di Volo a Terra (Ground Flight Controllers) alle 09:11am EDT ha successivamente e con successo dispiegato il radiatore. Durante la passeggiata spaziale gli astronauti hanno completato un'altra serie di compiti tra cui il recupero di particolari rilevatori posti all'esterni della ISS, la manutenzione della travatura P6, l'installazione di una speciale antenna TV senza fili, e la sostituzione di un'antenna della travatura S1. Sono inoltre stati eseguiti una serie di compiti programmati per le missioni future, ciò si è reso possibile grazie al grande successo alle due missioni extraveicolari precedenti. Finalmente verso la fine della terza attività extraveicolare, hanno eseguito un test per valutare un video ad infrarossi del margine di attacco dello Space Shuttle Atlantis.
Il transporter mobile della stazione, utilizzato per spostare la travatura integrata, è stato programmato per essere spostato verso la fine della giornata, sull'intelaiatura P3, come parte del collaudo finale. L'attività extraveicolare ha subito un ritardo a causa di una alla perdita di potenza di una pompa di depressurizzazione all'interno della stessa camera di decompressione (Joint Airlock). Il Controllo di Volo ha individuato il problema era in una giunzione elettrica di un interruttore di sicurezza.

### Sabato 16 settembre (8º giorno)

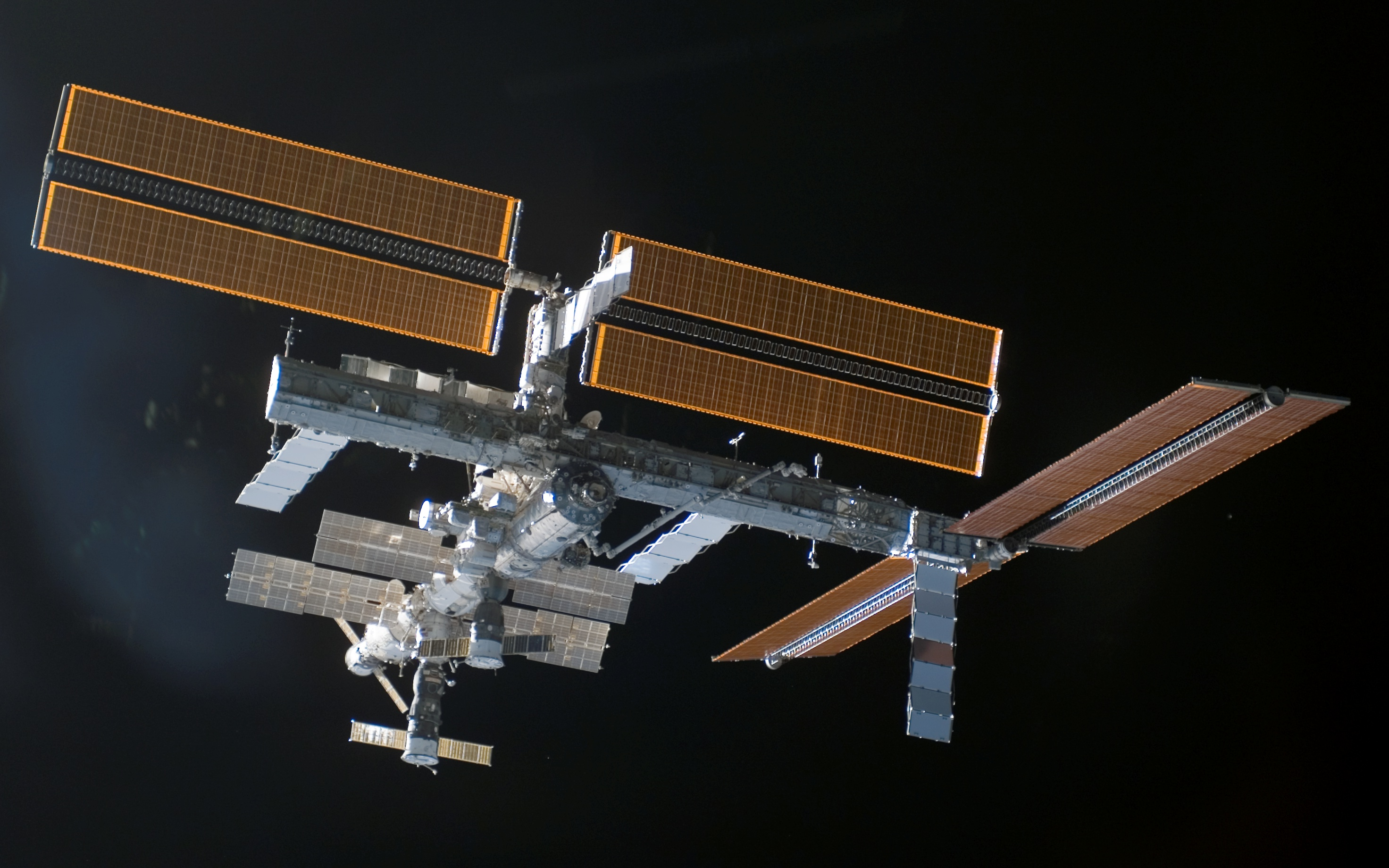
La nuova configurazione dell'Stazione spaziale internazionale, ripresa il nono giorno dopo l'attracco

L'ottavo giorno della missione STS-115 l'ultimo dell'Atlantis collegata all'ISS, è stato principalmente utilizzato nella preparazione della procedura di sgancio, in programma per il giorno successivo. Dopo il meritato riposo l'equipaggio ha eseguito il trasferimento sull'Atlantis di una serie di esperimenti scientifici eseguiti sulla ISS.
Successivamente l'equipaggio della STS-115, ed il gruppo della Expedition 13, hanno preso parte alla consueta conferenza, durante la quale il Comandante Brett Jett ha commentato il successo della missione: "L'intera missione, è stata una vera sfida. Avremo altri carichi analoghi nel futuro, e questa è un ottimo punto di partenza. Ritengo che potremo trasferire ai futuri equipaggi un notevole bagaglio di esperienze".

### Domenica 17 settembre (9º giorno)
Al nono giorno di volo si è conclusa la missione della STS-115 presso la ISS, e l'Atlantis si è sganciato alle 12:50 UTC, dalla Stazione Spaziale Internazionale.
Dopo la consueta cerimonia di congedo tra la STS-115 e l'Expedition 13, il boccaporto dell'Atlantis è stato definitivamente chiuso alle 10:27 UTC. Successivamente, dopo una serie verifiche, l'Atlantis ha lasciato la stazione per riprendere la nuova configurazione della ISS.

### Lunedì 18 settembre (10º giorno)
L'equipaggio della STS-115 ha trascorso il decimo giorno di volo eseguendo le ispezioni finali sull'Atlantis allo scudo in preparazione al rientro del dodicesimo volo. Orbitando a circa 80 km dietro la ISS, gli astronauti hanno utilizzato il braccio robotico per assicurarsi che lo scudo termico dell'Atlantis non avesse subito danni da eventuali micrometeoriti o da altri detriti spaziali. Verso la fine della giornata l'equipaggio ha preparato l'apparecchiatura necessaria al loro ritorno sulla Terra.
Contemporaneamente nella stessa giornata è stato effettuato il lancio della successiva impresa verso la ISS, l'Expedition 14, a bordo della Sojuz TMA-9.

### Martedì 19 settembre (11º giorno)

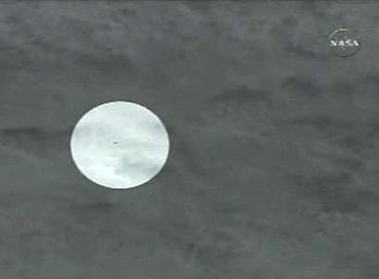
Immagine di un oggetto sconosciuto nella stessa orbita dell'Atlantis

Nella mattinata dell'undicesimo giorno, gli astronauti Jett e Ferguson hanno verificato l'affidabilità del propulsore ed eseguito alcune simulazioni di atterraggio mediante il computer di bordo. Il propulsore sarebbe stato utilizzato per posizionare lo Shuttle per il rientro. Gli astronauti inoltre hanno partecipato ad alcune interviste durante le quali Ferguson non ha nascosto ai media che tutti a bordo non vedevano l'ora di tornare: "Penso che fin qui abbiamo fatto un buon lavoro", dice Ferguson. "Non vediamo l'ora di rientrare".
Dopo le interviste, l'equipaggio ha partecipato alla preparazione al rientro stivando apparecchiature non indispensabili ed eseguito altri compiti prima dell'atterraggio. Tuttavia il Controllo Missione ha informato gli astronauti che un oggetto non identificato era stato visto accompagnare l'Atlantis nella sua orbita. A bordo si sono subito attivati per riprenderlo utilizzando una videocamera, ma la sua risoluzione non era abbastanza alta da identificarlo.
Tali immagini sono state riversate al MCC, per ulteriori analisi. Vi era la possibilità che l'oggetto si fosse staccato dall'Atlantis e pertanto era necessario identificarlo con precisione. Comunque, lo scenario più probabile era la sua assoluta innocuità, forse una lamina metallica staccatasi dallo scudo termico, ma rimaneva tuttavia la possibilità che il pezzo fosse di vitale importanza, come una mattonella dello scudo termico di protezione dell'Orbiter.
Di conseguenza, il Centro di Controllo Missione ha chiesto all'equipaggio dell'Atlanis di attivare il braccio robotico per inspezionare l'Orbiter, e programmare una serie di test durante la dodicesima giornata di volo, al fine di determinare le condizioni dello shuttle in vista della giornata di rientro. A causa di tale ispezione supplementare e delle cattive condizioni meteorologiche previste l'atterraggio è stato ritardato di un giorno.

### Mercoledì 20 settembre (12º giorno)
A causa della scoperta del precedente oggetto non identificato, il controllo di volo a terra, in collaborazione con gli astronauti, ha trascorso le prime ore nella mattina per inspezionare, mediante il braccio robotico, la superficie dello scudo termico dell'Atlantis. Dopo una serie di verifiche il controllo di volo ha dato il via libera all'equipaggio per il rientro. Grazie al miglioramento delle condizioni atmosferiche l'atterraggio è stato confermato per mercoledì. Durante le ispezioni, gli astronauti dello Shuttle sono stati informati che la Sojuz TMA-9 ha attraccato sotto la ISS, e che metà dell'equipaggio della Sojuz, si è già trasferito a bordo della stazione spaziale internazionale.

### Giovedì 21 settembre (13º giorno, atterraggio)

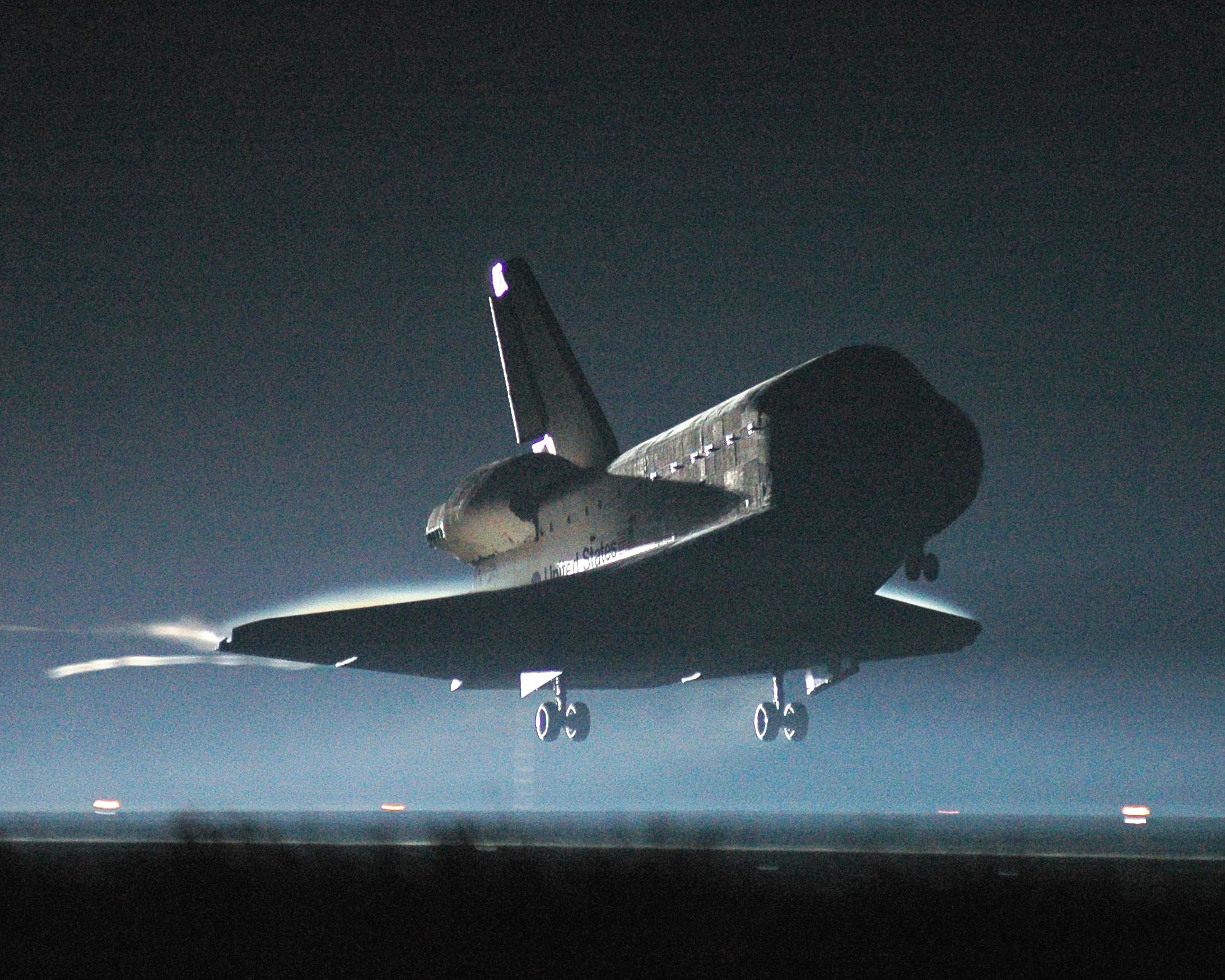
Conclusione della missione STS-115: l'Atlantis ed il suo equipaggio atterrano allo Kennedy Space Center prima dell'alba sulla pista 33

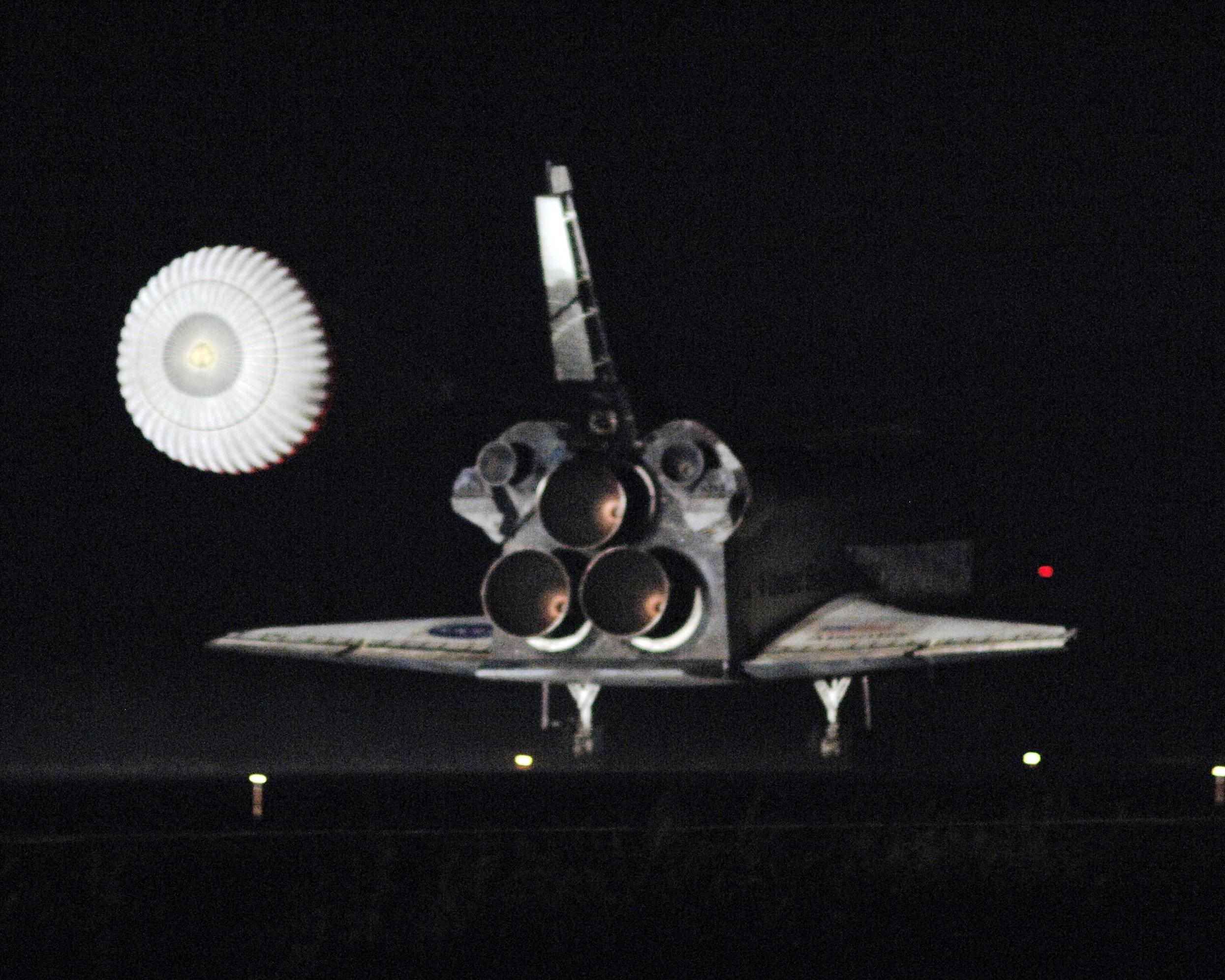
Il paracadute di frenata illuminato mentre l'Atlantis atterra sulla pista 33

Il tredicesimo giorno è l'ultimo della missione, con la procedura di atterraggio avvenuta nella mattinata, e numerose conferenze stampa programmate per il pomeriggio.
Come per tutti i voli dello Shuttle, la procedura di atterraggio ha inizio ore prima rispetto all'atterraggio effettivo al Kennedy Space Center. La procedura inizia con l'APU prestart alle 4:37 am EDT, seguita dalla chiusura degli sportelli di carico, con successiva autorizzazione all'Orbiter per le 4:45 am EDT. L'equipaggio dell'Atlantis ha ricevuto il "GO!", per la prima finestra di rientro dal Controllo di Missione alle 4:45 am EDT. Successivamente l'equipaggio ha iniziato la manovra di uscita dall'orbita con la conseguente ri-orientazione dello shuttle.
La manovra di uscita dall'orbita, mediante accensione completa di entrambi i motori, è iniziata alle 5:15am EDT, per la durata di almeno due minuti e 40 secondi. Gli astronauti a bordo dell'Orbiter sono stati informati alle 5:17 am EDT che la loro manovra era perfetta, e che non erano necessarie ulteriori correzioni per il rientro nell'atmosfera della navetta sopra l'Oceano Indiano.
Dopo l'uscita dall'orbita, l'equipaggio dell'Atlantis ha scaricato per tre minuti il propellente in eccesso concludendo alle 5:26 am EDT, a 55 minuti dall'atterraggio. Venticinque minuti più tardi, alle 5:51 am EDT, l'Atlantis, a circa 128 km di altitudine ha iniziato a risentire degli effetti dell'atmosfera, iniziando il "roll reversal banking" allo scopo di affrontare il viaggio a 27360 km/h e pronto all'atterraggio alla velocità di 756 km/h. La ISS fu posizionata sopra il luogo di atterraggio, così gli astronauti della ISS erano in grado di osservare l'intera manovra.
Alle 6:08am EDT il collegamento dallo Shuttle è stato acquisito dalla stazione di puntamento radar MILA a Merrit Island, Florida, e grazie al GPS i dati hanno iniziato a fluire tre minuti più tardi dall'Orbiter. Dieci minuti dopo la prima individuazione, l'Atlantis ha superato il muro del suono per due volte, tre minuti prima del touchdown.
Il comandante Jett un minuto dopo ha preso il controllo dell'Atlantis e ha iniziato a dirigersi verso la pista 33 dello Space Kennedy Center per l'atterraggio.
L'Atlantis ha toccato terra alle 6:21:30 am EDT sulla Pista 33 dello Space Shuttle Landing Facility dello Kennedy Space Center, e con il muso 6 secondi più tardi, e 7,88 milioni di km dopo il lancio, le ruote dell'Orbiter si sono fermate alle 6:22:16 am EDT, ponendo definitivamente fine alla missione STS-115.
Questo atterraggio anche se è avvenuto 48 minuti prima dell'alba, viene considerato notturno,
il 21° del programma Space Shuttle. Inoltre è il 63° atterraggio al Kennedy Space Center, e la 27ª missione dell'Atlantis.

## Analisi dei rottami
I Mission Management NASA hanno condotto una dettagliata analisi dei dati da diverse fonti, comprese le immagini da terra, radar, ispezioni dello shuttle con il Canadarm e dalla stazione spaziale.
Dal secondo giorno è stata localizzata una manciata di rottami staccatisi dalla navetta durante il lancio; da un'analisi preliminare risulta che non hanno prodotto effetti preoccupanti.. Più tardi, durante lo stesso giorno, gli ingegneri della NASA decisero che non erano richieste ulteriori ispezioni dello scudo termico.

## Risveglio
Come tradizione per tutti i voli NASA a partire dal Programma Gemini, per ogni giorno di missione, l'equipaggio della STS-115 ascolta un particolare brano musicale scelto da un astronauta, che per lui ha un particolare significato.
- Giorno 2: "Moon River" eseguito da Audrey Hepburn, suonato per Brent Jett e su richiesta di sua moglie, Janet. MP3 Archiviato il 26 giugno 2007 in Internet Archive. WAV Archiviato il 26 giugno 2007 in Internet Archive.
- Giorno 3: Un assolo di violoncello del figlio di Daniel Burbank. MP3 Archiviato il 26 giugno 2007 in Internet Archive. WAV Archiviato il 26 giugno 2007 in Internet Archive.
- Giorno 4: "My Friendly Epistole", una canzone Ucraina di Taras Shevchenko, ed eseguita per Hide Stefanyshin-Piper. MP3 Archiviato il 26 febbraio 2008 in Internet Archive. WAV Archiviato il 26 giugno 2007 in Internet Archive.
- Giorno 5: "Takin' Care of Business" del gruppo rock canadese Bachman-Turner Overdrive, suonata per Steve MacLean. MP3 Archiviato il 26 giugno 2007 in Internet Archive. WAV Archiviato il 26 giugno 2007 in Internet Archive.
- Giorno 6: "Wipe Out", eseguita da The Surfaris, suonata per il Pilota Chris Ferguson. MP3 Archiviato il 26 giugno 2007 in Internet Archive. WAV Archiviato il 26 giugno 2007 in Internet Archive.
- Giorno 7: "Hotel California", degli Eagles, suonata per lo specialista di missione Joseph Tanner. MP3 Archiviato il 26 giugno 2007 in Internet Archive. WAV Archiviato il 26 giugno 2007 in Internet Archive.
- Giorno 8: "Twelve Volt Man" di Jimmy Buffett, per Daniel Burbank su richiesta della sua famiglia. MP3 Archiviato il 26 giugno 2007 in Internet Archive. WAV Archiviato il 26 febbraio 2008 in Internet Archive.
- Giorno 9: "Danger Zone" di Kenny Loggins, per il pilota Chris Ferguson. MP3 Archiviato il 26 febbraio 2008 in Internet Archive. WAV Archiviato il 26 giugno 2007 in Internet Archive.
- Giorno 10: "Rocky Mountain High" di John Denver, per Joseph Tanner. MP3 Archiviato il 26 giugno 2007 in Internet Archive. WAV Archiviato il 26 febbraio 2008 in Internet Archive.
- Giorno 11: "Ne Partez Pas Sans Moi" (Don't Leave Without Me) di Céline Dion, per Steve MacLean. MP3 Archiviato il 26 giugno 2007 in Internet Archive. WAV Archiviato il 26 giugno 2007 in Internet Archive.
- Giorno 12: "Beautiful Day" degli U2, per Heide Stefanyshyn-Piper MP3 Archiviato il 26 febbraio 2008 in Internet Archive. WAV Archiviato il 26 febbraio 2008 in Internet Archive.
- Giorno 13: "WWOZ" dei Better Than Ezra, per il comandante Brent Jett. MP3 Archiviato il 26 giugno 2007 in Internet Archive. WAV Archiviato il 26 febbraio 2008 in Internet Archive.

## Missione scientifica
Oltre alle procedure sulla stazione internazionale lo shuttle ha effettuato anche alcuni esperimenti scientifici. Tra i vari esperimenti uno ha riguardato il portare in orbita alcuni campioni di batteri Salmonella typhimurium al fine di verificarne le modifiche in assenza di gravità. I campioni di batteri hanno mostrato che la permanenza nello spazio ha modificato 167 geni e li ha resi più virulenti. Una volta iniettati in topi da laboratorio si sono dimostrati tre volte più letali degli equivalenti campioni rimasti a terra.

## Missione di riserva

### STS-300
STS-300 è la sigla assegnata agli Equipaggi di Supporto (Contingency Shuttle Crew Support) pronti al lancio in caso di guasti alle missioni STS-114 e STS-121. La missione di soccorso per STS-121 era una versione modificata della STS-115. Se fosse stato necessario sarebbe stata lanciata non prima del 17 agosto 2006. L'equipaggio era composto da un gruppo di quattro persone riserve dell'equipaggio della missione corrente.
- Brent Jett, comandante.
- Christopher Ferguson, pilota e operatore di riserva del Remote Manipulator System (RMS).
- Joseph Tanner, specialista di missione extraveicolare 1 e primo operatore RMS.
- Daniel Burbank, specialista di missione extraviecolare 2.